# Podil-Synagoge

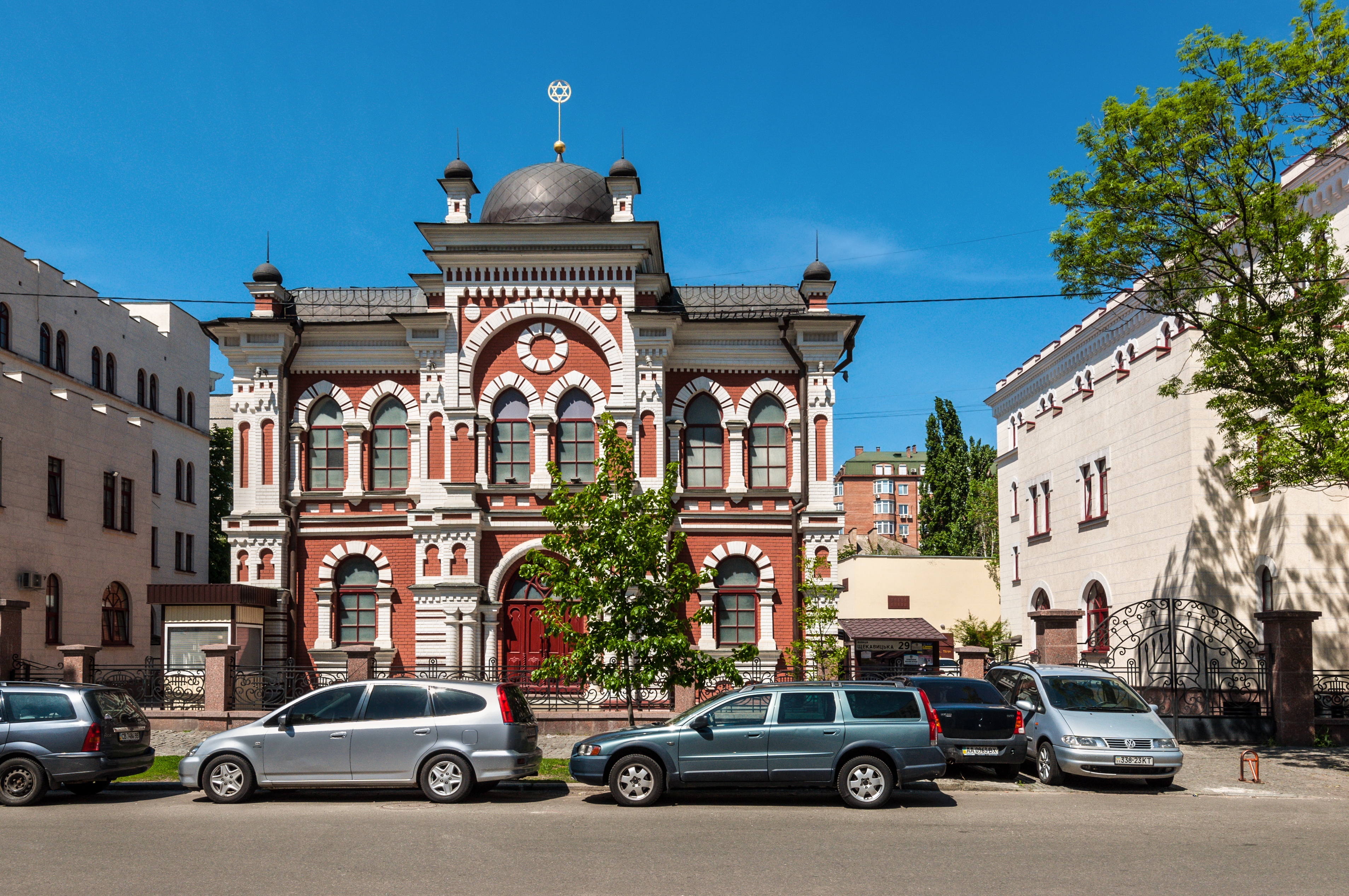
Podil-Synagoge

Die Podil-Synagoge oder Rosenberg-Synagoge (ukrainisch Синагога на Подолі/Synahoha na Podoli) ist eine Synagoge an der Schtschekawizkyj-Straße 29 in Podil, einem alten Stadtviertel in Kiew.

## Geschichte
1895 wurde in Kiew dank Gabriel Jakob Rosenberg zum ersten Mal eine Synagoge gebaut, die im Jahre 1916 dank der finanziellen Unterstützung von Wladimir Gorazjewitsch Ginzburg, dem Sohn des Bankiers Horace Günzburg, erweitert werden konnte.
Am 8. April 1929 beschloss der Kiewer Stadtrat die Synagoge zu schließen, die daraufhin als Reitstall genutzt wurde.
Nach dem Zweiten Weltkrieg wurde das Gebäude wieder eine Synagoge. Der erste Nachkriegsrabbiner war Reb Itzhak Schechtman (1880–1953). Nach dem Tod von Schechtman wurde die jüdische Gemeinde in Kiew von Awrum Alterowitsch Panitsch (1881–1965) geleitet. In den 1950er Jahren besuchten bis zu 30.000 Gläubige die Synagoge an wichtigen jüdischen Feiertagen. Es war lange Zeit die einzige funktionierende Synagoge in Kiew. 1969 wurde eine eigene Matze-Bäckerei angeschlossen. 1990 wurde Jaakow Dow Bleich Rabbiner der Kiewer jüdischen Gemeinde und Landesrabbiner der Ukraine.  Eine Jeschiwa und ein jüdisches Gymnasium wurden eröffnet. Als am 4. März 1992 der Präsident der Ukraine ein Dekret bezüglich der Restitution religiöser Objekte an Religionsgemeinschaften unterzeichnete, konnte die Synagoge der israelitischen Religionsgemeinschaft Kiews zurückübereignet werden. Eine erneute Sanierung wurde im September 2002 nötig.

## Einzelnachweise

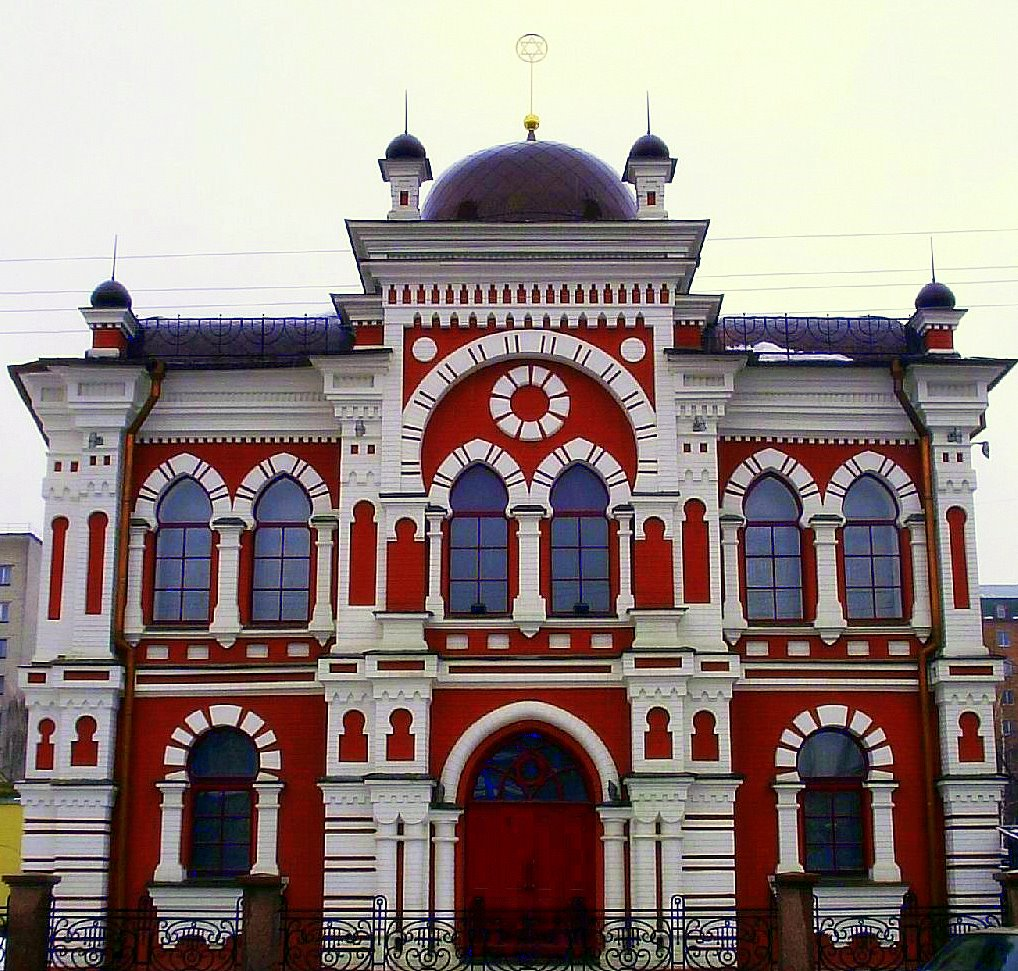
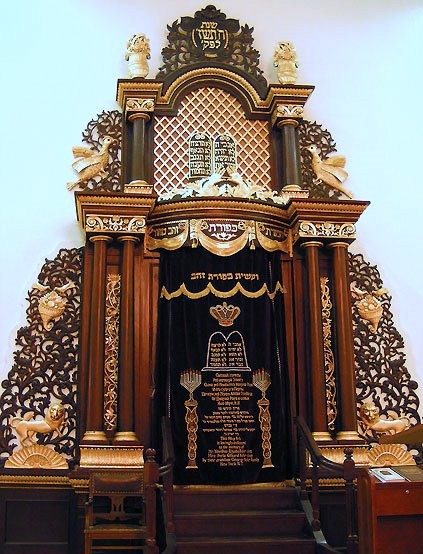
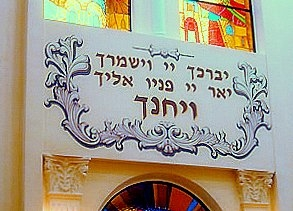
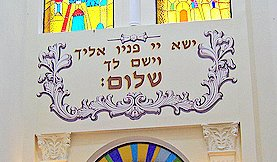